# 世界プロフェッショナルビリヤード・スヌーカー連盟
世界プロフェッショナルビリヤード・スヌーカー連盟（World Professional Billiards and Snooker Association、略称WPBSAもしくはワールドスヌーカー）は1968年にイギリス・ブリストルで結成されたプロビリヤードおよびスヌーカーを統括する団体。

## 概要
WPBSAはキュースポーツの統括団体として国際ビリヤード・スヌーカー連盟（IBSF）との関係がある。

## ワールドスヌーカーツアー
ワールドスヌーカーツアー（World Snooker Tour）は6月から翌年5月の世界選手権までの間に実施される世界最高峰のスヌーカーの世界ツアー。

### ランキング対象大会
- 世界スヌーカー選手権
- UKチャンピオンシップ
- ウェルシュ・オープン
- 上海マスターズ
- 中国オープン
- オーストラリアン・ゴールドフィールズ・オープン
- ジャーマン・マスターズ
- インターナショナル・チャンピオンシップ

なおマスターズはランキング対象外。